# Santiago de Querétaro
Santiago de Querétaro ou simplesmente Querétaro é a capital do estado de Querétaro, no México. Localiza-se no centro do país. Tem 734 139 habitantes (2005) e 1 200 000 na área metropolitana (2016). Foi conquistada aos astecas pelos espanhóis em 1531.
Fica a 221 km ao norte-noroeste da Cidade do México, 96 km sudoeste de San Miguel de Allende e 200 km ao sul de San Luis Potosí. Tem uma altitude média de 1 825 m. Em 2007 a cidade foi considerada a número 5 na lista das melhores cidades para fazer negócios, também é considerada uma Miami dentro da América Latina no sexto lugar, e permanece em segundo lugar no México, superada apenas por Monterrey.

## Nome e escudo
Seu nome tem origem em homenagem ao Apóstolo Santiago (Santiago Matamoros), seu santo patrono, e Querétaro provém da língua purépecha K'erhiretarhu (K'eri=grande, ireta=povo rhu=lugar) ou K'erendarhu, (k'erenda=penhasco e rhu=lugar) que significa lugar de pedras grandes ou penhascos. Na língua Otomí, é referida como "Maxei" ou "Ndamaxei", que significa jogo de bola e grande jogo de bola, respectivamente. No Codex Mendoza a cidade é chamada Tlaschco ou Tlaxco, a partir da língua nahuatl para também jogo de bola. No entanto, Querétaro vem provavelmente do k'eri ireta rho, significando o lugar do grande povo, especialmente porque durante a época dos astecas vezes cerca de 15 000 pessoas viviam nesta região. Querétaro tem um glifo asteca para representá-lo como ela era uma província tributária.
O escudo foi concedido à muito nobre e leal cidade de Santiago de Queretaro, por despacho de 29 de outubro de 1655 pelo Vice-Reino da Nova Espanha. É dividido em três campos, a parte superior contém um sol obscurecida coroado por uma cruz sobre o céu noturno é revelado na presença de duas estrelas nos cantos superiores. Este trimestre representa um eclipse, que apareceu como o apóstolo Santiago na cruz. No campo inferior esquerdo, é uma imagem do apóstolo Santiago, vestidos com roupas militares e montado em um cavalo branco. O apóstolo empunhando uma espada em uma mão e um estandarte da Família Real Espanhola.

## História

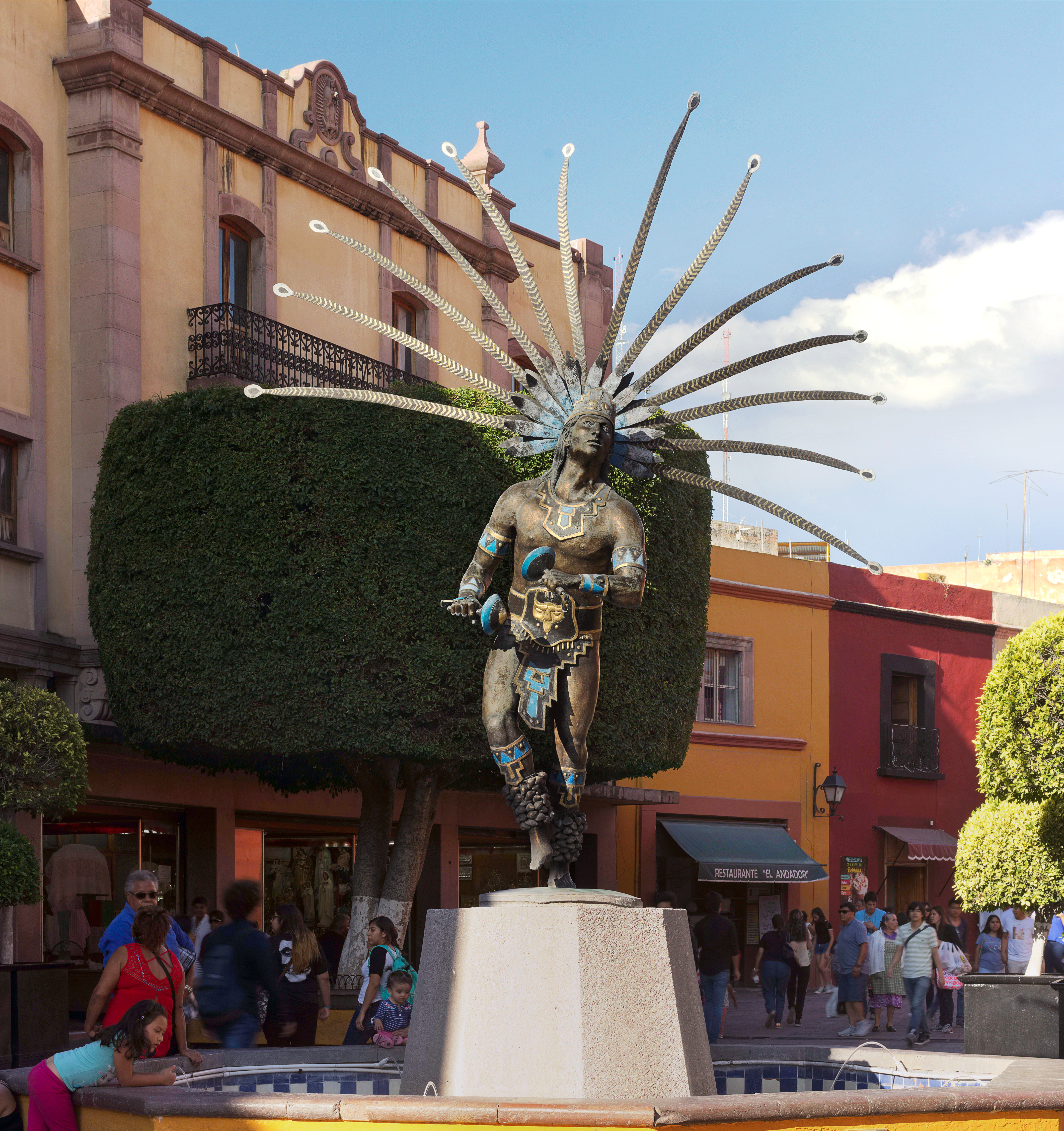
Estátua de um nativo Chichimeca não especificada no centro da cidade

A área de Querétaro foi estabelecida em torno de 200 d.C. por grupos que se deslocam ao norte da Mesoamérica, alguns sítios arqueológicos mostram influências de Teotihuacan. A partir do período clássico, havia dois centros de população nesta área chamados Toluquilla e Ranas. A montanha agora conhecida como El Cerrito era um centro cerimonial, mais tarde foi abandonado por razões desconhecidas.
No período pré-hispânico, a área era habitada pelos Otomís, que se tornaram secundários moradores da vila com a política sofisticada no tempo do Império Asteca, que se referiu a eles como a "Nação Otomi". Esta área estava sob o domínio de Xilotepeque por volta de 1440, que por sua vez, foram sujeitos a dos astecas. Sob o reinado de Ahuizotl no final do século XV, os astecas administrado diretamente a região, considerando-a um baluarte contra as terras do povo Chichimeca para o norte.
Os Otomís foram os mais populosos aqui, havia Chichimecas também. Estes dois grupos ainda são encontrados hoje na região. Durante a época pré-hispânica e colonial, os Otomís foram organizados em grupos familiares com territórios definidos, vivendo em habitações. Eles eram sedentários agricultores, mas ao contrário dos aztecas, não torna grande parte de sua cultura.
A data de fundação é indexada a 25 de julho de 1531, que é quando o espanhol Hernán Pérez y Bocanegra Córdoba chegou com o indígena otomí chefe Xilotepeque conhecido Conín, mais tarde ele seria batizado com o nome Fernando de Tapia.

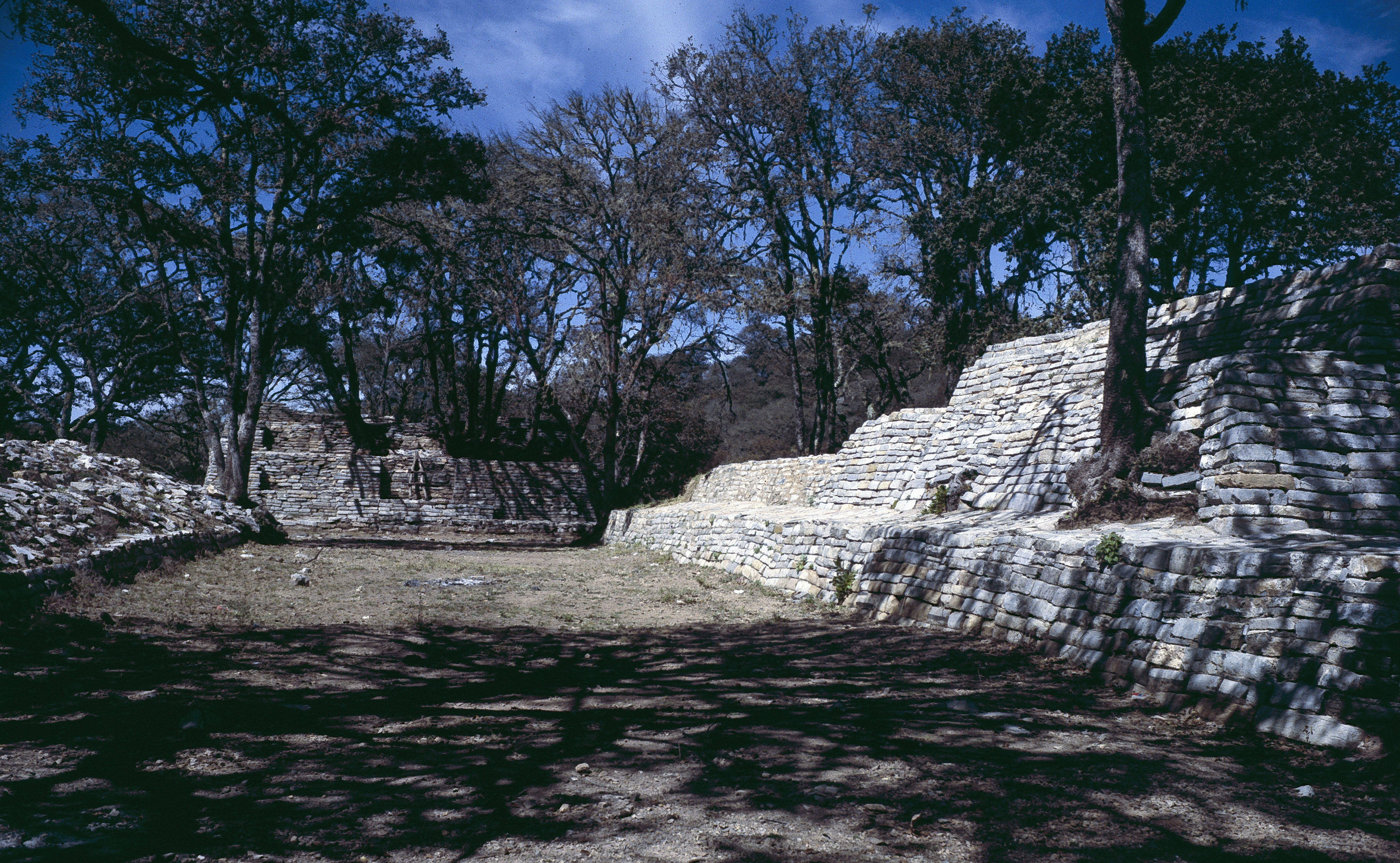
Ruínas das pirâmides do sítio arqueológico de Ranas

A fundação da cidade de Santiago de Querétaro, se dá quando os espanhóis e seus aliados indígenas estavam lutando contra os Otomí locais e chichimecas em uma colina hoje conhecida como Sangremal e que foi chamado Xilotepeque e considerado sagrado nos tempos pré-hispânicos. Crônicas do evento, como o escrito por Frei Isidro Félix de Espinoza, afirmam que os nativos estavam no ponto de ganhar quando aconteceu um eclipse total do sol ocorrido. Este, evento supostamente causou medo dos indígenas e o grupo espanhol alegou ter visto uma imagem de Santiago (santo patrono da Espanha) montando um cavalo branco carregando uma rosa e uma cruz. Este evento vez os nativos a se renderem. Este evento é porque a cidade é chamada de Santiago de Querétaro, com São Tiago como padroeiro. Uma cruz de pedra imitando um do espanhol supostamente foi erguido sobre a colina, que mais tarde foi levado para uma igreja e um mosteiro.
O domínio espanhol aqui, no entanto foi gradual, não definitivamente ganhou com uma única batalha. Por volta de 1520, os otomis e chichimecas de Querétaro que é hoje o sul e norte do Estado de México foram obrigados a aliar-se com Hernán Cortés pelo chefe do Xilotepeque, que ainda manteve um certo controle do antigo domínio. Os primeiros espanhóis chegaram entre 1526 e 1529, liderada por Hernán Pérez de Bocanegra. Bocanegra na primeira não tentou meios violentos de subjugar a área e fundar uma cidade espanhola. No entanto, as tentativas iniciais para estabelecer a cidade de Querétaro foram repelidas pela população local, forçando pelo sul Bocanegra institui as cidades de Huimilpan e Acámbaro. Bocanegra continuou a negociar com o senhor de Xilotepeque, chamado Conin. A cooperação do chefe foi adquirida, para a qual ele acabou por ser recompensado com o crédito pela conquista, e se tornou o governador espanhol da área. No entanto, a maior parte da história de Querétaro colonial foi marcada por conflitos entre os indígenas e as autoridades espanholas, com um dos primeiros a estar sobre a criação de encomiendas.
Conin separou os moradores indígenas e espanhóis da nova cidade, os indígenas ficaram e em torno do monte Sangremal e os espanhóis ao redor de onde é o centro histórico atual. A parte espanhola da cidade foi colocada por D. Juan Sanchez de Alaniz, e a seção indígena foi colocada da forma nativa. A câmara municipal foi convocada pela primeira vez em 1535, e por resolução foi nomeada um Pueblo de Indios (Povoado de índios), em 1537, terminando com assim as encomiendas. Durante este tempo, os franciscanos chegaram para o trabalho missionário, que mais tarde se juntou aos jesuítas, e os agostinianos e outros que construíram mosteiros, como o Mosteiro de São Francisco e do Mosteiro de Santa Cruz.

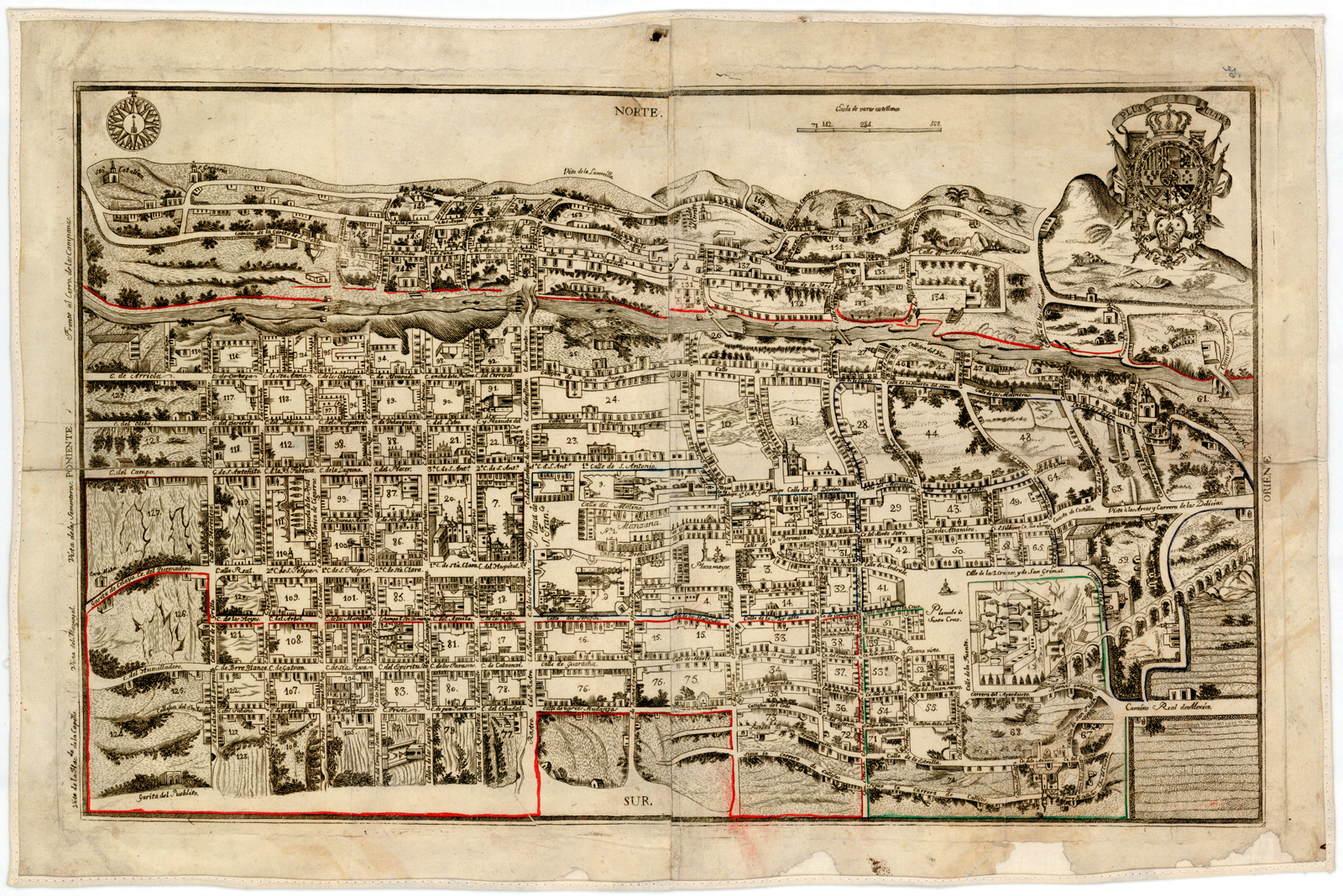
Mapa de Rua em 1796 de Santiago de Querétaro

O acordo foi declarada uma cidade em 1606 e 1655, somente os espanhóis estavam vivendo na cidade propriamente dita. Em 1656, foi decretado como "Muy Noble y Leal Ciudad de Santiago de Querétaro" (muito nobre e leal cidade de Santiago de Querétaro). Esta homenagem foi solicitada pelo vice-rei Luís de Velasco, em reconhecimento do crescimento de Querétaro, a produção agrícola, indústria e das instituições educacionais. Por volta do século XVI, era informalmente conhecida como a "Pérola do Bajío" e a terceira cidade do vice-reinado.
Por volta do século XVII, os franciscanos tinham sido juntados pelo dieguinos, que construíram o mosteiro de San Antonio, os jesuítas que construíram as Faculdades de San Ignácio e San Francisco Javier, assim como os dominicanos, as carmelitas o Real Convento de Santa Clara de Assis, que foi um dos maiores e mais opulentos na Nova Espanha. Queretaro foi também o local para a formação de muitos dos missionários que foram para o norte, perto do Texas e Califórnia. A maioria destes foram educados no Colégio de Propagación de la Fé (Colégio para a Propagação da Fé), que foi criada no mosteiro de Santa Cruz em 1683. Alguns dos seus licenciados ainda foram mais longe como a América do Sul.
Poucos dos edifícios do século XVI sobreviveram, devido à violência durante o desenvolvimento inicial da cidade, que atingiu o seu auge no século XVII. Como resultado, a maioria das estruturas mais antigas da cidade são de estilo barroco.
Santiago de Querétaro é considerada um dos berços da Independência do México e muito do crédito é dado a Josefa Ortíz de Domínguez. Ela era a esposa do prefeito da cidade, chamada de corregidora, no início do século XIX. Ela usou sua posição de destaque para reunir informações para a insurgência nascente. Nesta cidade, os círculos literários chamado tertúlias eram um passatempo popular para as classes superiores, uma vez que serviu também como um lugar relativamente seguro para discutir política. Uma delas ocorreu regularmente na casa de José María Sánchez, com o nome da Associação de Zapatistas, que se tornou um grupo dedicado à independência e ganhar adeptos para a causa. Membros incluíam licenciados como Lorenzo de la Parra, Juan Nepomuceno Mier y Altamirano, Manuel Ramírez de Arellano e Mario Lazo de la Vega, José María Sánchez, Frei José Lozano, Antonio Tellez, e Epigmenio Emeterio González, José Ignacio de Villaseñor Cervantes y Aldama, Dr. Manuel Marciano Iturriaga, Pedro Antonio de Septién Austri y Montero, Luis Mendoza, Juan José García Rebollo, Francisco Lojero, Ignacio Gutiérrez, Mariano Hidalgo, Mariano Lozada, José María Buenrostro, Manuel Delgado, Francisco Araújo, Felipe Coria, Francisco Lanzagorta, Ignacio Villaseñor, José María Sotelo. O grupo foi visitado em ocasião por Ignacio Allende, Juan Aldama, Josefa Ortíz de Dominguez, José Miguel Domínguez e Miguel Hidalgo y Costilla. Esta Associação foi importante para a organização inicial das pessoas que procuram a independência do México.
No entanto, a mais famosa das tertúlias foi apresentada por Josefa Ortíz de Dominguez, no que é hoje o Palácio do Corregidora. Inicialmente, eles estavam abertos a ambos os crioulos e nascidos espanhóis, mas depois de uma altercação entre Ignacio Allende e o espanhol Crisóstomo y López Valdez apenas crioulos participaram. As tertúlias de Josefa Ortíz de Dominguez culminaram com a conspiração de 1810, que foi descoberto antes que eles tinham planejado para agir.

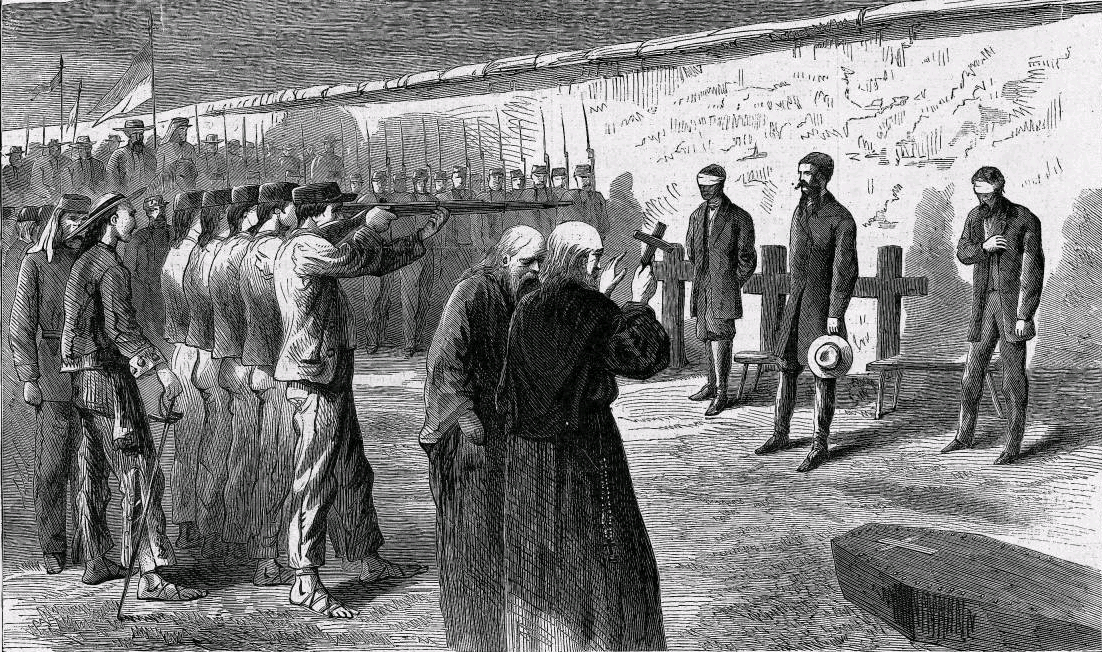
Imperador Maximiliano I e seus generais, Mejía e Miramón, foram executados por um pelotão de fuzilamento em Querétaro dia 19 de junho de 1867

Em 13 de setembro de 1810, Epigmenio Gonzalez foi preso por ter armas armazenadas para uma insurgência e no dia seguinte o prefeito José Miguel Domínguez e sua esposa Josefa Ortiz de Dominguez foram presos por seu papel na conspiração de 1810. Com a conspiração descoberta, ela ainda conseguiu enviar um aviso para Miguel Hidalgo. Ele escapou e correu para a captura de Dolores, onde ele deu o seu famoso grito de independência. Por suas ações, a corregidora foi presa várias vezes entre 1810 e 1817. Morreu pobre e esquecida, mas foi mais tarde foi recordada, quando ela se tornou a primeira mulher a aparecer em uma moeda mexicana. Uma vez que a luta armada começou, a cidade foi tomada pelo exército monarquista e foi a última cidade importante a ser tomada pelos insurgentes.
Após o fim da guerra, a Santiago de Querétaro se tornou a capital do estado de Querétaro em 1823, com o congresso do estado na primeira convocação, no Auditório do Instituto de Belas Artes da Universidade Autónoma de Querétaro na cidade. Primeira constituição do estado foi promulgada na cidade em 1825, com a cidade como chefe de um dos seis distritos do estado. De 1869 a 1879, os distritos foram subdivididos em municípios, que na cidade de Querétaro como sede tanto o município de Querétaro e no distrito de Querétaro. No começo do século XX, o município de Querétaro original foi dividido em três: Querétaro, El Marqués e Corregidora. O sistema distrital como uma entidade política foi abolida após a Revolução Mexicana, com o município como a base do governo local. O primeiro presidente municipal foi Alfonso Camach, que assumiu o cargo em 1917.

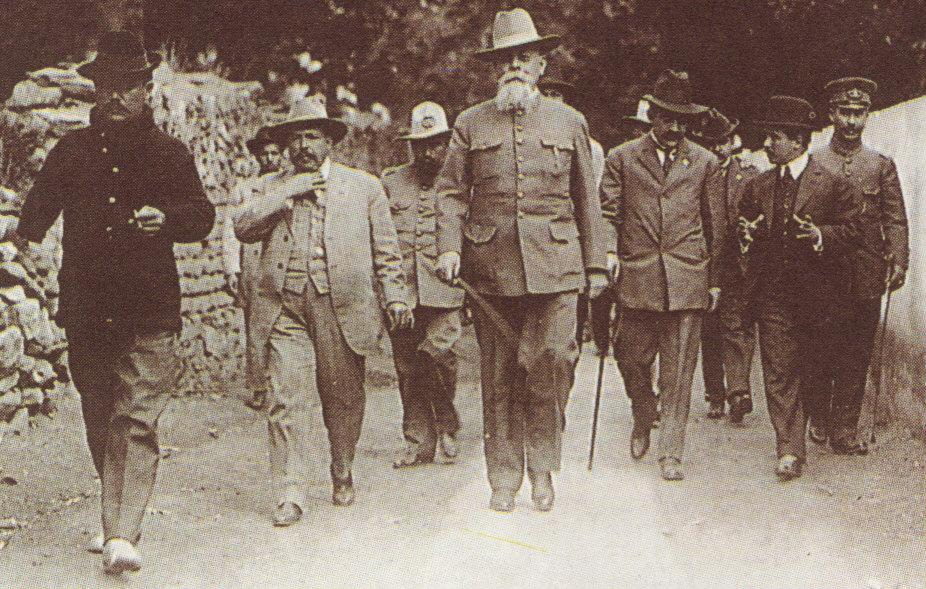
Venustiano Carranza e outros líderes do movimento constitucionalista mexicano de Querétaro em 1916

Em 1847, foi declarada a capital do México, quando as forças dos Estados Unidos, invadiram o país. Um ano depois, os Tratado de Guadalupe Hidalgo foi assinado nesta cidade, cedendo quase metade do território do México e pôr fim à guerra. Em 1854, outro tratado assinado liderado aqui levou à Compra de Gadsden.
Em 1867, Maximiliano do México foi derrotado na Batalha de Cerro de las Campanas, onde os liberais o levaram preso junto com o Generais Miguel Miramón e Tomás Mejía. Em maio de 1867, o imperador é condenado à morte junto com Mejía e Miramon no Cerro de las Campanas. Grandes batalhas foram travadas aqui durante a Revolução Mexicana, mas várias das facções passaram por aqui dada a localização do estado entre os estados do Norte e Cidade do México.
Em 1916, a cidade foi novamente nomeada a capital do país, devido ao Incidente de Tampico. Em 1917, a Constituição Política dos Estados Unidos Mexicanos é promulgada pelo Congresso Constitucional e presidente Venustiano Carranza. Esta Constituição continua a ser a lei da terra.

## Geografia

### Extensão
O Instituto Nacional de Estaiística, Geografia e Informática (INEGI), aponta que o município tem uma extensão de 759,9 km², que corresponde a 6,5% da extensão total do estado. Ocupa o sétimo lugar em extensão territorial no estado. O município conta com 233 comunidades, integradas nas 7 delegações, 133 das quais são menores a 50 habitante.

### Topografia
O município de Querétaro está formado morfologicamente por montanhas, serras e planícies. A zona de montanhas apresenta colinas arredondadas, com planícies que se estendem de norte a sul através da cidade, paralela a rodovia Querétaro - San Luis Potosí.
Litologicamente a planície é constituída de sedimentos aluviais nas partes inferiores; encostas de arenito e conglomerados na parte superior, rocha ígnea. Esta região começa no norte da aldeia de Ojo de Água, continuando para o sul através aldeias do Barreta, Lo Estacada, La Huerta, Casa Blanca, Santa Rosa Jauregui, El Pie, Jurica, El Salitre, Santa Maria del Zapote, Tlacote, San Pedro Martir e Peñuelas.
A altura sobre o nível do mar varia de 1 900 a 2 150 msnm, embora existam algumas altitudes mais elevadas, como morros El Buey 2 210 msnm, Pie de Gallo 2 340 msnm, El Patol 2 460 msnm, El Nabo 2 020 msnm e El Paisano 2 080 msnm. Delimitando a área de morros, montanhas são básicas para o norte e leste. As montanhas estão localizadas nas proximidades do Charape e Saucito são alongadas e formam desfiladeiros pequenos afloramentos de rochas muito local de um tipo de calcário marinho e folhelhos, que são rochas metamórficas e ígneas. Sobre este último tipo de rocha tem elevações na serra de La Rochera 2 650 msnm, Pájaro Azul, Támbula e El Pinalito 2 720 msnm.
Outra porção de serra complexa, composta por rochas ígneas extrusivas, tem no Serra Grande (2 710 msnm), localizada na base dos povoados La Gotera e Tierra Blanca, que em média tem uma altitude de 2 100 msnm.
A leste e sudoeste de Santa Rosa Jáuregui tem serras baixas de encostas de colinas, que iniciam na serra El Divisadero 2 110 msnm, Rueda Panales 2 340 msnm, Cerro Prieto 2 270 msnm e no povoado de San Pedrito, para continuar com uma formação de desfiladeiros em Menchaca, Bolaños e Villa Cayetano Rubio. Esta serra termina no município, a uma altura da colina El Cimatario, que tem uma elevação de 2 390 msnm.
A planície da cidade se desenvolve na cidade de Santiago de Querétaro, e se estende para as colônias satélites do noroeste e sudoeste como são a zona industrial, Obrera, Cerrito Colorado, San Pedro Mártir, La Colmena, Carrillo Puerto, Santa María Magdalena, Los Cobos, Santa María Vanegas, El Retablo e Club Campestre. Esta planície é composta quase inteiramente de sedimentos aluviais, exceto para o Cerro de las Campanas e outros locais dentro da cidade, que são formados por rochas ígneas. A altitude do planalto varia de 1 800 a 1 900 msnm.

### Hidrografia
O município de Querétaro pertence a vertente do Oceano Pacífico, mesmo não sendo uma região litorânea, para onde drena em forma total sua rede hidrográfica, através de toda a bacia do rio Lerma-rio Grande de Santiago.
No norte do município o território se configura por uma rede de canais paralelos formados por riachos temporários entre os quais podem ser identificados: El Charape e La Españita que vertem até as terras de Guanajuato; El Blanco, La Luz e barragem de Becerra, que são alimentados com fluxos de escoamento de La Calera, El Macho e Los Órganos, nas terras planas da localidade de Buenavista, e que formam a área ribeira La Monja.
Os riachos de La Gotera, El Salto, El Tajo e Los Medina, se unem ao riacho de La Pileta, que passa pelas comunidades de Palo Alto, Jofrito e Jofre, para se converter no riacho El Arenal e desaguar até a barragem de Santa Catarina.
No noroeste de Querétaro e a partir da colina La Rochera, estabelecem os canais dos riachos Las Adjuntas, El Tepehuaje, La Barreta, La Cruz e Carboneras, que se unem ao La Monja para se dirigir também ao reservatório de Santa Catarina. Desde das colinas Pájaro Azul, El Madroño e La Peñita, unem seus canais ao riacho Pie de Gallo, que também ter vertentes do Colorado e Casa Blanca, para formar o San Isidro; passando pelo povoado de Santa Rosa Jáuregui e se tornando o riacho Jurica.
No centro do município, pelo leste e a partir das colinas Mitla, Rueda, Panales e Peña Colorada, correm os riachos temporários de Las Cuevas, Los Cajones, El Membrillo e El Pachonal, que na temporada de chuvas contribuem para o riacho Jurica.
Pelo oeste, na altura de Puertecito e Gallina, o riacho de Las Tinajas baixa sobre o Jurica, enquanto os canais Tángano, Ribera, Presita e Gallina descem até Tlacote el Bajo, onde formam o riacho Muerto, que desagua no de La Estancia e sai até Guanajuato.
A corrente principal do município é o rio Querétaro, do qual provêm as águas do La Cañada. O rio recebe as águas temporárias do Bolaños e de Pedro Mendoza; cruza a cidade e deságua no canal di riacho Jurica; tendo como afluente principal o rio Pueblito, antes de abandonar o território queretano.

### Clima
O clima na cidade de Santiago de Querétaro é muito agradável tendo uma média anual de 18 °C, os meses mais quentes são entre Maio e Agosto, que é verão no hemisfério norte, nos meses com temperaturas baixas a média da cidade fica em média 10 °C, sendo mais frio os meses entre Dezembro e Fevereiro, inverno no hemisfério norte. Apresenta um clima temperado, apresentando estações muito diferentes: Um Inverno com geadas frequentes por as noites e poucas precipitações pluviais, uma Primavera seca com temperaturas estáveis, um Verão quente e úmido e um Outono com muitos ventos provenientes do norte as vezes esta estação é extrema. O período chuvoso vai de Junho a Setembro.
| Dados climatológicos para Santiago de Querétaro    | Dados climatológicos para Santiago de Querétaro | Dados climatológicos para Santiago de Querétaro | Dados climatológicos para Santiago de Querétaro | Dados climatológicos para Santiago de Querétaro | Dados climatológicos para Santiago de Querétaro | Dados climatológicos para Santiago de Querétaro | Dados climatológicos para Santiago de Querétaro | Dados climatológicos para Santiago de Querétaro | Dados climatológicos para Santiago de Querétaro | Dados climatológicos para Santiago de Querétaro | Dados climatológicos para Santiago de Querétaro | Dados climatológicos para Santiago de Querétaro | Dados climatológicos para Santiago de Querétaro |
| Mês                                                | Jan                                             | Fev                                             | Mar                                             | Abr                                             | Mai                                             | Jun                                             | Jul                                             | Ago                                             | Set                                             | Out                                             | Nov                                             | Dez                                             | Ano                                             |
| -------------------------------------------------- | ----------------------------------------------- | ----------------------------------------------- | ----------------------------------------------- | ----------------------------------------------- | ----------------------------------------------- | ----------------------------------------------- | ----------------------------------------------- | ----------------------------------------------- | ----------------------------------------------- | ----------------------------------------------- | ----------------------------------------------- | ----------------------------------------------- | ----------------------------------------------- |
| Temperatura máxima recorde (°C)                    | 35,2                                            | 30                                              | 33                                              | 37                                              | 36,8                                            | 35,5                                            | 32,5                                            | 31,3                                            | 30,5                                            | 30,6                                            | 29,6                                            | 28,6                                            | 37                                              |
| Temperatura máxima média (°C)                      | 22,8                                            | 24,5                                            | 27,4                                            | 29,3                                            | 30,6                                            | 29,2                                            | 26,7                                            | 26,6                                            | 25,6                                            | 25,7                                            | 25,1                                            | 23,5                                            | 26,4                                            |
| Temperatura mínima média (°C)                      | 7,3                                             | 7,8                                             | 9,8                                             | 12                                              | 14,3                                            | 14,6                                            | 13,9                                            | 13,7                                            | 13,3                                            | 11,2                                            | 9                                               | 7,6                                             | 11,2                                            |
| Temperatura mínima recorde (°C)                    | 1,4                                             | −0,4                                            | 1,7                                             | 6,7                                             | 8,1                                             | 10,2                                            | 9,1                                             | 8,6                                             | 5,9                                             | 1,8                                             | 0                                               | 0,4                                             | −0,4                                            |
| Precipitação (mm)                                  | 15,1                                            | 7,6                                             | 3,9                                             | 13,1                                            | 44,8                                            | 98,5                                            | 128,7                                           | 80                                              | 70,9                                            | 38,1                                            | 9,4                                             | 11,2                                            | 521,3                                           |
| Fonte: Servicio Meteorológico Nacional (1971–2000) |                                                 |                                                 |                                                 |                                                 |                                                 |                                                 |                                                 |                                                 |                                                 |                                                 |                                                 |                                                 |                                                 |

## Demografia
Em 2005, a população de Santiago de Querétaro era de 732,222 habitantes, na região metropolitana, e atingiu uma população de aproximadamente 950 828 habitantes. A composição racial estimada (no México não são tratados de estatísticas raciais oficiais) da população é a seguinte: mestiços (68%), brancos (15%), ameríndios (15%), outras raças (2%).
De acordo com o CONAPO (Conselho Nacional de População) a população estimada do município de Santiago de Querétaro para 2010 é 804 663.

### Grupos Étnicos
Apesar de não existir assentamentos de nenhuma etnia no território municipal, por ser um polo de atração de trabalho no estado e estados vizinhos, se fala que há uma população indígena flutuante que se reconhece principalmente os Otomís, Náhuatls, Mexica e Mazahuas. A população indígena no município de Querétaro em 2000 era de 3 727 pessoas.
De acordo com os dados do II Censo de População e Habitação de 2005, no município habitam um total de 3 329 pessoas que falam alguma língua indígena.

### Evolução Demográfica
O crescimento do município de Querétaro supera a taxa estadual e nacional, pois é considerado como de forte atração para imigrantes, devido a sua infraestrutura de trabalho e de serviços, assim como pelos níveis de bem-estar principalmente segurança que oferece.
Enquanto a taxa de crescimento teve uma média anual no município, foi de 4,8% para a década 1960-1970; de 5,8% para a década 1970-1980; de 4,6% para a década de 1980-1990. No período de 1990-2000 foi de 3,43%.
Para o ano 2000, a taxa bruta de natalidade foi de 11,5%, enquanto a taxa anual média de mortalidade geral foi de 1,6%. As principais causas de mortalidade são as doenças do coração, algumas infecções perinatais, tumores malignos e diabetes mellitus.
Ainda de acordo com os dados II Censo de População e Habitação de 2005, o município conta com um total de 734 139 habitantes.

### Religião

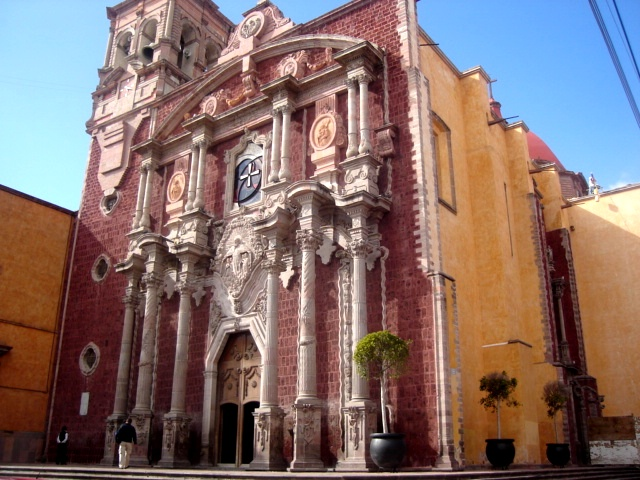
Como particularidade a Catedral de Santiago de Querétaro

Um ponto importante da arquitetura religiosa da cidade é a Catedral de Santiago de Querétaro, que não se encontra em frente a praça principal nem é um dos templos maiores como normalmente seria, é um pequeno templo localizado na esquina de Madero e Ocampo no centro da cidade.
De acordo com o Censo Geral da População e Habitação de 2000, em Santiago de Querétaro em 94,3% da população é de católicos, 2,5% Igreja Evangélica ou algumas outras denominações cristãs, 0,2% têm outras religiões, 0,7% alguma outra não especificada, 1,2% nenhuma.

## Economia
No início do século XX a econômica principal era a atividade da agricultura, na segunda parte deste século começou a se desenvolver com maior intensidade no comércio industrial e de serviços. O lento crescimento industrial da cidade, começou na década de 1950, começou a desenvolvedor de 1960-1970, quando abriram as zonas ou parques industriais que compõem o corredor industrial Queretaro-San Juan del Río. A cidade de Santiago de Querétaro, tem captado um maior crescimento industrial do estado e é a principal indústria da região de Bajío
Devido à sua situação geográfica privilegiada Santiago de Querétaro é do século XVII, uma cidade de grande comércio, sendo localizado entre a Cidade do México e norte do México, as principais atividades da cidade são as industriais, e continua a ser uma das maiores populações de atividade econômica no México, no ramo automotivo, de alimentos, laticínios, comércio, investigação e desenvolvimento, ensino superior, na produção do vinho, de vidro e turismo. A cidade destaca-se pela alta qualidade de vida de boa parte da população

### Turismo
Com instalação de infraestrutura construída no século ao longo do século XVIII, uma das principais atrações da cidade é possivelmente, seu símbolo o aqueduto.
Faz parte da Zona de Monumentos Históricos de Querétaro e por isso Santiago de Queretaro, foi declarada pela UNESCO como Patrimônio da Humanidade em 1996, é uma obrigação para os turistas nacionais e estrangeiros, que encontra uma cidade barroca perfeitamente conservadas com igrejas, conventos, edifícios públicos e ruas dispostas harmoniosamente, e com uma notável limpeza e segurança.

### Hotelaria
Em 2000, havia Santiago de Queretaro 59 hotéis, (de 1 a 5 estrelas), com um nível de ocupação anual para o primeiro semestre de 2002, de 63,66%. O número total de turistas que visitaram Santiago de Querétaro em 2000 foi de 1 070 685. Desde o ano de 2004 começou um boom de construções 5 estrelas.

### Monumentos históricos e arquitetura

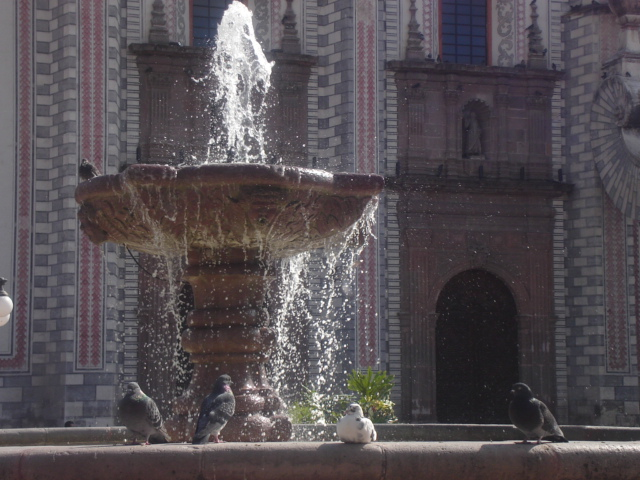
Fonte um dos símbolos da cidade

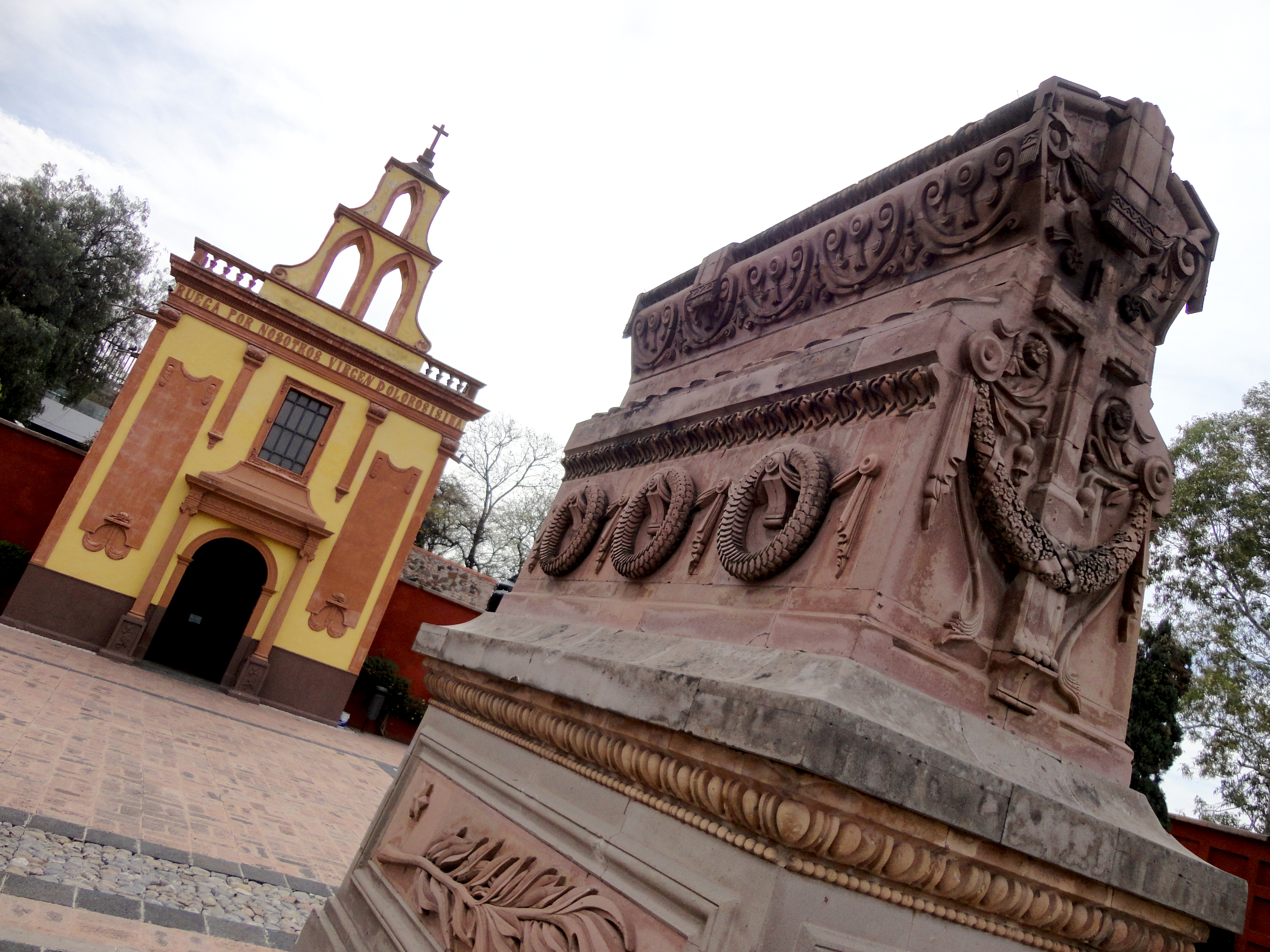
Túmulo da Corregidora

Santiago de Querétaro com um dos acervos arquitetônicos mais importantes do mundo tanto é que um patrimônio da humanidade, conta com edificações antigas como a Casa de la Corregidora, nela os revolucionários fizeram as conspirações para iniciar o movimento de independência em 1810, atualmente abriga ao poder executivo do estado.
Há também a conhecida construção chamada de Casa de la Marquesa, quando Santiago de Querétaro foi a capital da República Mexicana, abrigou a Secretaria de Relações Exteriores do país.
Em outubro de 1995, se iniciou o correspondente arquivo aberto, tendo sido convocado para 22 unidades, empresas, associações e instituições relacionadas com o património cultural de Queretaro. A partir daí, o Instituto Nacional de Antropologia e História (INAH) produziu o dossiê final.
Através de esforços do governador e do prefeito de Queretaro, e o México apresentou uma lista de sites de candidatos a aderir a Patrimônio Mundial da Organização das Nações Unidas para a Educação, a Ciência e a Cultura (UNESCO). A comissão fez uma visita de avaliação da cidade e levou excursões da área de monumentos arquitetônicos e sítios históricos.
Em 5 de Dezembro de 1995 na reunião anual do Comité do Patrimônio Mundial verifica na cidade de Mérida os dados, e resolve fazer a entrada da cidade de Queretaro na Lista do Património Cultural da Humanidade. Com esta designação, o povo e o governo têm a obrigação de promover, proteger, conservar, reabilitar reavaliar e Patrimônio Cultural.
- Aqueduto de Querétaro Símbolo da cidade desde a conclusão em 1735. O aqueduto completo mede 8 932 m de comprimento e os arcos monumentais são de 1 280 m. Sua altura máxima de 28,42 m é exata, com 75 arcos, semelhante aos edifícios romanos de seu tipo.
- Teatro da República: originalmente chamado de "Iturbide" foi o lar de 3 eventos importantes na história mexicana:

1. Estreia de Hino Nacional Mexicano, simultaneamente com outras cidades em 1854.
2. O julgamento do Imperador Maximiliano do México e seus generais Miguel Miramón e Tomás Mejía em 1867.
3. O debate e a promulgação da Constituição dos Estados Unidos Mexicanos em 1917 em janeiro e fevereiro desse ano.

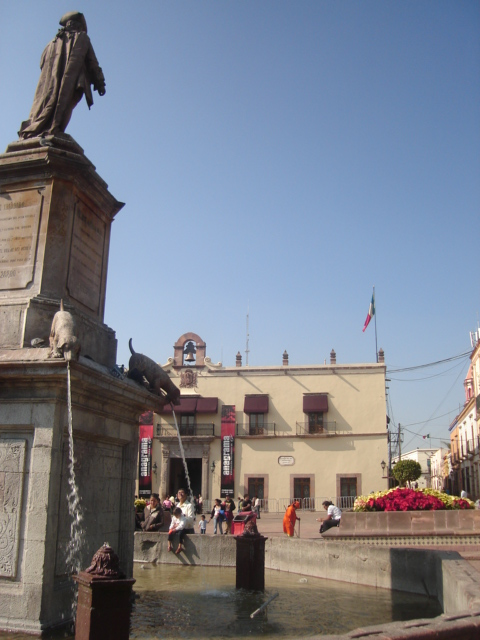
Casa da Corregidora

- Casa de la Corregidora a partir da sede do distrito de Queretaro, onde se encontraram com Miguel Hidalgo, e Ignacio Allende e outros para o plano de Independência do México. Em 15 de Setembro de 1810, os planos à frente, e de lá veio a mensagem que originou o grito e na Guerra da Independência. Atualmente, o Palácio do Governo do Estado.
- Academia de Belas Artes em Querétaro: edifício em estilo neoclássico inaugurado em 1805. Na sala de aula ou na sala oval foi onde o presidente Don Manuel de la Peña y Peña citou o Congresso Nacional para discutir o fim das hostilidades entre o México e os Estados Unidos através do tratado de Guadalupe-Hidalgo.
- Real Escuela de Santo Ignácio y San Francisco Javier fundada como escola jesuítas, não recebiam o título de Real e Pontifício Colégio, até a segunda metade do século. A expulsão da Ordem da Companhia de Jesus em 25 de junho de 1767 causou seu fechamento. Foram reabertos em 1771 e entre 1863 e 1950 foi chamado ao Colégio Civil de Querétaro. Atualmente, abriga cerca de poderes do Universidad Autonoma de Queretaro.
- Gran Hotel Queretaro: o lugar onde as ruínas do Convento Grande das 4 capelas de São Francisco de Assis, começou a ser construído um novo palácio do governo, mas não foram realizadas e o prédio foi vendido para Don Cipriano Bueno entre 1890-1893, que construiu este luxuoso hotel.

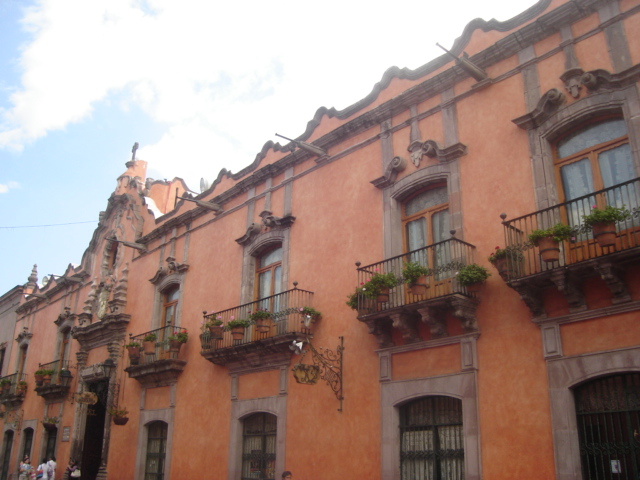
La Casa da Marquesa, Quando Santiago de Querétaro foi capital da República Mexicana

- Casa de la Marquesa: Esta casa foi construída por Don Francisco Alday, que nela viveu um descendente indireto do segundo Marquês del Villar del Aguila, quando ele já estava morto, por isso realmente não foi construída por ele para a sua esposa. Aqui ficou Agustín de Iturbide em 1824. Hoje é um dos mais exclusivos hotéis no México.
- Outras casas Queretanas: exemplos de belos edifícios do apogeu do século XVIII para a cidade são os casarões que estão localizados principalmente ao redor do andador 5 de maio, Plaza de la Independencia e Casa Calle Hidalgo Don Bartolo, lar de uma das lendas mais famosas da cidade, “Casa de los Perros”, nomeada assim por conta dos gárgulas que alinham as paredes em forma de cães, a Casa dos 5 metros, que serviu de residência temporária de Maximiliano e depois para Porfirio Díaz, a Casa de Dom Tomas Lopez Ecala, para muitos a mais bela da cidade, que foi a maior praça da cidade ou Plaza de Armas.
- Fontes Queretanas, com a chegada da água através do aqueduto, construído belas fontes barrocas de que sejam preservados apenas alguns e não todos ao mesmo tempo correspondente. Na primeira metade do século XVIII, a cidade teve mais de 70 fontes públicas, e outros em residências particulares.

## Educação Superior

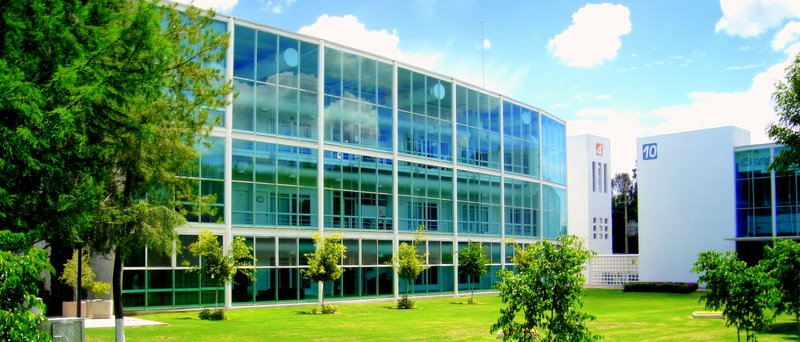
Instituto Tecnológico de Monterrey, Campus Querétaro, localizado ao norte da cidade

A Educação Superior em Santiago de Querétaro, são em instituições Universitária, Tecnológica e Normal, conta com mai de 20 instituições públicas e privadas, entre as que destacam:
- Universidad Nacional Autónoma de México
- Instituto Tecnológico e de Estudos Superiores de Monterrey
- Universidade Autónoma de Querétaro
- Instituto Tecnológico de Querétaro
- Universidad del Valle de México
- Universidad Anáhuac
- Universidad Contemporánea
- Tec Milenio
- Universidad Pedagógica Nacional
- Escuela Bancaria y Comercial
- Universidad Marista
- Escuela Normal del Estado
- Universidad Cuauhtemoc
- Unviersidad Corregidora de Querétaro
- Universidad Veracruzana
- Universidad del Valle de Atemajac
- Centro de Estúdios Universitarios Londres
- Universidad Liceo
- Universidad Tecnológica de Querétaro
- Universidad Nacional de Aeronáutica
- Instituto Gastronómico y de Estúdios Superiores
- Centro de Estúdios en Ciências de la Comunicación
- Centro de Formación de Recursos de Enfermería de Queretaro
- Instituto Tecnológico de la Construcción
- Centro de Estúdios Odontológicos
- Centro Universitario Andamaxei
- Centro de Estúdios Superiores del Bajio
- Universidad del Golfo del México
- Universidad Interamericana del Norte
- Colegio Universitario De Humanidades
- Universidad Metropolitana Latina
- Centro de Estúdios de Posgrado en Salud Mental
- Universidad Cnci
- Colegio Universitario de Formación Empresarial, Queretaro
- Universidad Internacional de Queretaro
- Centro de Investigación en Ciência Aplicada y Tecnología Avanzada (dependente do IPN)
- CUDH

## Cidades-irmãs
- Orange, Estados Unidos
- Bakersfield, Estados Unidos
- Santiago, Chile
- Santiago de Compostela, Espanha
- Almagro, Espanha[11]
- Santiago de Cuba, Cuba
- Xalapa, México
- Cáli, Colômbia
- Caracas, Venezuela
- Holland, Estados Unidos